# Соколовка (Ленінськ-Кузнецький округ)
Соколо́вка (рос. Соколовка) — присілок у складі Ленінськ-Кузнецького округу Кемеровської області, Росія.

## Населення
Населення — 150 осіб (2010; 216 у 2002).
Національний склад (станом на 2002 рік):
- росіяни — 97 %